# Dorothee Zwiffelhoffer
Dorothee Zwiffelhoffer ist eine deutsche Verwaltungsjuristin. Sie war von 2015 bis 2022 Landtagsdirektorin des nordrhein-westfälischen Landtags.
Bevor Zwiffelhoffer Landtagsdirektorin wurde, leitete sie als Ministerialdirigentin ab 2013 die Abteilung Europa, internationale Angelegenheiten und Medien in der Staatskanzlei des Landes Nordrhein-Westfalen unter der damaligen Ministerpräsidentin Hannelore Kraft. Am 13. März 2015 wurde Zwiffelhoffer als Nachfolgerin von Peter Jeromin zur Landtagsdirektorin ernannt. Ende 2022 gab sie ihr Amt auf und übergab es an Thomas Dautzenberg.
Zwiffelhoffer mit Eckhard Meyer-Zwiffelhoffer verheiratet.